# Tygodnik Polski (Włocławek)
Tygodnik Polski : poświęcony sprawom religijnym, oświatowym i społecznym – tygodnik wydawany we Włocławku w latach 1933-1939. Wydawcą był Diecezjalny Instytut Akcji Katolickiej.
W 1935 ukazywał się z dodatkiem: Akcja Katolicka.
1935–1937 z dodatkiem: Akcja Katolicka Diecezji Włocławskiej.
1937–1939 z dodatkiem: Tygodnik Opatowski czyli Opatowskie Wiadomości Parafialne : czasopismo poświęcone sprawom religijno-społecznym parafii Opatówek.